# Eleonora di Normandia
Eleonora di Normandia in francese Éléonore de Normandie (1005 circa – dopo il 1071 circa) fu contessa consorte di Fiandra e d'Artois, e contessa consorte di Hainaut (ridotto alla contea di Valenciennes), dall'anno 1030 circa fino al 1035 in quanto moglie di Baldovino IV di Fiandra.

## Origine
Eleonora, secondo il monaco e cronista normanno, Guglielmo di Jumièges, nella sua Historiæ Normannorum Scriptores Antiqui era la figlia del quarto signore della Normandia che fu il secondo ad ottenere formalmente il titolo di Duca di Normandia, Riccardo II e di Giuditta che, secondo ancora Guglielmo di Jumièges era la sorella di Goffredo I di Bretagna, quindi era figlia del conte di Rennes e duca di Bretagna, Conan I il Torto e della moglie, Ermengarda d'Angiò (come ci viene confermato dal monaco Rodolfo il Glabro, uno dei maggiori cronisti d'età medievale), figlia del terzo Conte di Angiò, Goffredo I Grisegonelle e di Adele di Vermandois (ca. 950 - † 974), figlia di Roberto di Vermandois, conte di Meaux e di Troyes.
Riccardo II di Normandia, sia secondo Guglielmo di Jumièges, che secondo il cronachista, priore dell'abbazia di Bec e sedicesimo abate di Mont-Saint-Michel, Robert di Torigny, nella sua Chronique, era figlio di Riccardo I Senza Paura Jarl (equiparabile al nostro conte) dei Normanni e conte di Rouen, e della moglie, Gunnora (950-5 gennaio 1031), di cui non si conoscono i nomi degli ascendenti, ma di nobile famiglia di origine vichinga (nobilissima puella Danico more sibi iuncta) (Gunnor ex nobilissima Danorum prosapia ortam); i genitori di Riccardo sono confermati anche dal monaco e cronista inglese, Orderico Vitale.

## Biografia
Suo padre, Riccardo II, ancora secondo Guglielmo di Jumièges, dopo il 1030, diede Eleonora in moglie al conte Baldovino IV delle Fiandre, detto il Barbuto (ca. 980-ca. 1035), che era l'unico figlio maschio del conte di Fiandra, conte d'Artois e Abate laico di San Bertino, Arnolfo II e di Rozala (952 – 7 febbraio 1003), moglie di Arnolfo II, come è indicato nelle Europäische Stammtafeln, vol II, cap. 5 (non consultate).
Il matrimonio di Eleonora, figlia di Riccardo II, con Goffredo il Barbuto viene confermato anche dalla Genealogica Comitum Flandriæ Bertiniana, Continuatio Leidensis et Divionensis, che precisa che Baldovino era stato sposato con Ogiva di Lussemburgo , di cui era rimasto vedovo.
Parlando di sua figlia Giuditta, che l'Annalista Saxo ricorda che era la zia paterna del conte, Roberto I di Fiandra e (tramite la madre Eleonora) era parente di Edmondo II, che era stato re d'Inghilterra
L'anno esatto della morte di Eleonora non ci è noto.

## Figli
Eleonora a Baldovino diede un'unica figlia:
- Giuditta[10] (1033 - 1094), che sposò, prima il conte di Northumbria, Tostig del Wessex e poi il duca di Baviera, Guelfo d'Este[10].

## Ascendenza
|                             |                     |                           | Genitori              |  |  | Nonni |  |  | Bisnonni                 |  |  | Trisnonni |  |
|                             |                     |                           |                       |  |  |       |  |  | Guglielmo I di Normandia |  |  | Rollone   |  |
|                             |                     |                           |                       |  |  |       |  |  | Guglielmo I di Normandia |  |  | Rollone   |  |
|                             |                     | Poppa di Bayeux           |                       |  |  |       |  |  | Guglielmo I di Normandia |  |  |           |  |
| Riccardo I di Normandia     |                     |                           |                       |  |  |       |  |  | Guglielmo I di Normandia |  |  |           |  |
|                             |                     | Sprota                    | …                     |  |  |       |  |  |                          |  |  |           |  |
|                             |                     | Sprota                    | …                     |  |  |       |  |  |                          |  |  |           |  |
|                             |                     | Sprota                    | …                     |  |  |       |  |  |                          |  |  |           |  |
| Riccardo II di Normandia    |                     | Sprota                    |                       |  |  |       |  |  |                          |  |  |           |  |
|                             |                     | …                         | …                     |  |  |       |  |  |                          |  |  |           |  |
|                             |                     | …                         | …                     |  |  |       |  |  |                          |  |  |           |  |
|                             |                     | …                         | …                     |  |  |       |  |  |                          |  |  |           |  |
| Gunnora di Normandia        |                     | …                         |                       |  |  |       |  |  |                          |  |  |           |  |
|                             |                     | …                         | …                     |  |  |       |  |  |                          |  |  |           |  |
|                             |                     | …                         | …                     |  |  |       |  |  |                          |  |  |           |  |
|                             |                     | …                         | …                     |  |  |       |  |  |                          |  |  |           |  |
| Eleonora di Normandia       |                     | …                         |                       |  |  |       |  |  |                          |  |  |           |  |
|                             | Judicael Berengario | Berengario II di Neustria |                       |  |  |       |  |  |                          |  |  |           |  |
|                             | Judicael Berengario | Berengario II di Neustria |                       |  |  |       |  |  |                          |  |  |           |  |
|                             | Judicael Berengario | Adele di Troyes           |                       |  |  |       |  |  |                          |  |  |           |  |
| Conan I di Bretagna         | Judicael Berengario |                           |                       |  |  |       |  |  |                          |  |  |           |  |
|                             |                     | Gerberga                  | …                     |  |  |       |  |  |                          |  |  |           |  |
|                             |                     | Gerberga                  | …                     |  |  |       |  |  |                          |  |  |           |  |
|                             |                     | Gerberga                  | …                     |  |  |       |  |  |                          |  |  |           |  |
| Giuditta di Bretagna        |                     | Gerberga                  |                       |  |  |       |  |  |                          |  |  |           |  |
|                             |                     | Goffredo I d'Angiò        | Folco II d'Angiò      |  |  |       |  |  |                          |  |  |           |  |
|                             |                     | Goffredo I d'Angiò        | Folco II d'Angiò      |  |  |       |  |  |                          |  |  |           |  |
|                             |                     | Goffredo I d'Angiò        | Gerberga              |  |  |       |  |  |                          |  |  |           |  |
| Ermengarde-Gerberga d'Angiò |                     | Goffredo I d'Angiò        |                       |  |  |       |  |  |                          |  |  |           |  |
|                             |                     | Adele di Troyes           | Roberto di Vermandois |  |  |       |  |  |                          |  |  |           |  |
|                             |                     | Adele di Troyes           | Roberto di Vermandois |  |  |       |  |  |                          |  |  |           |  |
|                             |                     | Adele di Troyes           | Adelaide di Châlon    |  |  |       |  |  |                          |  |  |           |  |
|                             |                     | Adele di Troyes           |                       |  |  |       |  |  |                          |  |  |           |  |

### Fonti primarie
- (LA)  Historia Ecclesiastica, tomus III.
- (LA)  Rodulfi Glabri Cluniacensis, Historiarum Sui Temporis, Libri Quinque.
- (LA)  Ordericus Vitalis, Historia Ecclesiastica, vol. II.
- (LA)  Chronique de Robert de Torigni, abbé du Mont-Saint-Michel, vol I.
- (LA)  Historiæ Normannorum Scriptores Antiqui.
- (LA)  Monumenta Germaniae Historica, tomus VI.
- (LA)  Monumenta Germaniae Historica, tomus IX.

### Letteratura storiografica
- Louis Halphen, "Francia: gli ultimi carolingi e l'ascesa di Ugo Capeto (888-987)", cap. XX, vol. II (L'espansione islamica e la nascita dell'Europa feudale) della Storia del Mondo Medievale, 1999, pp. 636–661.
- Louis Halphen, "La Francia dell'XI secolo", cap. XXIV, vol. II (L'espansione islamica e la nascita dell'Europa feudale) della Storia del Mondo Medievale, 1999, pp. 770–806.